# Arcangues
Arcangues (Arrangoitze en euskera) es una localidad y comuna francesa situada en el departamento de Pirineos Atlánticos, en la región de Aquitania y en el territorio histórico vascofrancés de Labort.
Arrangoitze limita al norte con Anglet, al noreste con Bassussarry y con la comuna de Ustaritz al este. Al oeste es vecina de Arbonne, al suroeste de Ahetze y al sur, de la comuna de Saint-Pée-sur-Nivelle.

## Heráldica
Cuartelado: 1º, en campo de plata, un árbol desarraigado, de sinople y un león de gules, pasante al pie del tronco; 2º y 3º, en campo de azur, una cruz de oro, a todo trance, y 4º, en campo de gules, tres palomas de plata, pasantes sobre terrasa de sinople. Brochante sobre el todo, un escudete de gules, con tres chevrones de oro.

## Patrimonio
De su patrimonio arquitectónico histórico destacan los edificios del château d'Arcangues reconstruido en 1900 y del château du Bosquet reformado en 1905 por Jean-Baptiste Ernest Lacombe. La iglesia parroquial es un edificio del siglo XVI, en cuyo cementerio reposan los restos del cantante de ópera irunés Luis Mariano (1914-1970).
Arcangues es también un pueblo francés muy célebre de veraneo y posee casas célebres, como la casa del tenor español Luis Mariano, la casa Marionako Borda, el Castillo de Arcangues y la casa Othe Xuri.

## Demografía
| Gráfica de evolución demográfica de Arcangues entre 1800 y 2012 |
|                                                                 |

Fuentes: Ldh/EHESS/Cassini e INSEE.